# Intel MCS-48

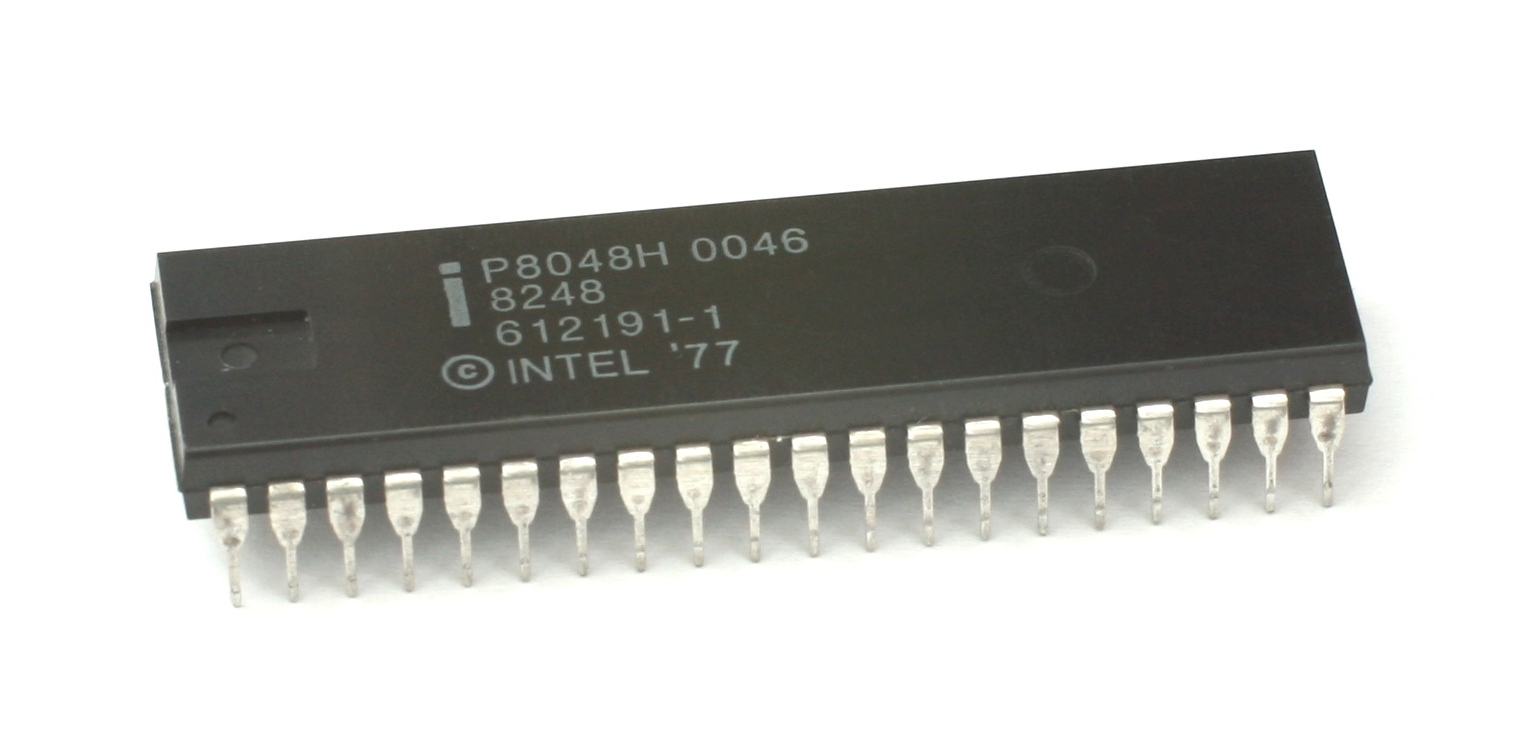

O Intel MCS-48 é um microcontrolador desenvolvido pela Intel no ano de 1976. Seus primeiros submodelos foram o 8048, 8035 e o 8748.